# Begonia donkelaariana
Espèce
Begonia donkelaariana est une espèce de plantes de la famille des Begoniaceae.
Elle a été décrite en 1851 par Charles Lemaire (1801-1871).

## Répartition géographique
Cette espèce est originaire du Mexique.